# Іюльське (Калінінградська область)
Іюльське (рос. Июльское) — селище Полєського району, Калінінградської області Росії. Входить до складу Тургенєвського сільського поселення.
Населення —  10 осіб (2015 рік). 

## Населення
| 2002 | 2010 |
| ---- | ---- |
| 18   | ↘10  |